# Хлебосолов, Андрей Николаевич
Андре́й Никола́евич Хлебосо́лов (22 ноября 1965, Барановичи, Брестская область, Белорусская ССР) — советский и белорусский футболист, играл на позиции нападающего. Футбольный тренер. Ассистент главного тренера футбольного клуба «Барановичи».

## Карьера
Футболом начал заниматься в барановичской ДЮСШ у тренера Валерия Вячеславовича Черняка. После службы в армии в 1987 играл в «Текстильщике», а осенью того же года перешёл в брестское «Динамо». За него он играл во Второй лиге СССР в 1989—1991 годах. В 1992 транзитом через винницкую «Ниву» оказался в польском клубе «Висла». На следующий год сыграл в Первой лиге за «Спартак» из Анапы. В 1993—1995 играл в Высшей лиге Беларуси за клуб «Фандок» из Бобруйска, принимал участие в Еврокубке. В 1995 году перешёл в самарские «Крылья Советов», которые играли тогда в Высшей лиге под руководством Аверьянова. За них он провёл с апреля по июнь 11 матчей, голов не забил, а полностью провёл только две игры. Во второй половине сезона Хлебосолов перешёл в «Белшину», за которую в 1995—1999 годах сыграл в Высшей лиге 100 матчей и забил 69 голов.
С 2000 года работал тренером. Сначала два года в своем последнем клубе «Белшина», затем главным тренером в ФК «Барановичи», с января 2009 старший тренер.

## Достижения
- Серебряный призёр чемпионата Беларуси: 1997
- Бронзовый призёр чемпионата Беларуси: 1996, 1998
- Обладатель Кубка Беларуси: 1997, 1999
- Рекордсмен чемпионата Беларуси по количеству голов в одном сезоне: 34 гола

## Личная жизнь
Женат, двое сыновей. Дмитрий 1990 года рождения, и Мирослав 1999 г. стали футболистами, причем Дмитрий играл у отца в ФК «Барановичи».